# Mena Brito
Mena Brito, nasceu em 26 de Agosto de 1955 e faleceu em 19 de Novembro de 2023. foi uma artista plástica, destacando-se principalmente na pintura e desenho.

## Biografia

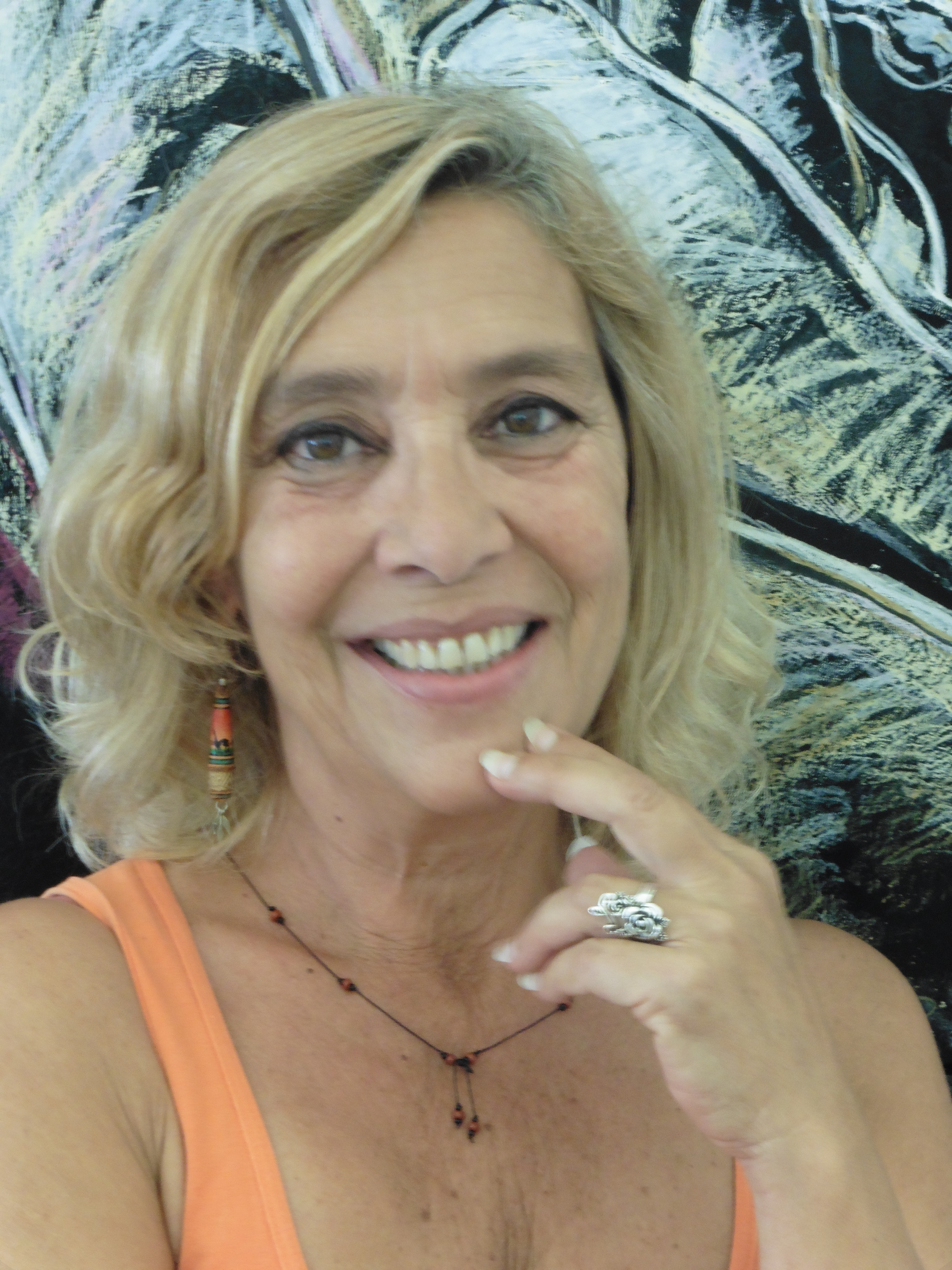

Licenciada em Pintura pela Escola Superior de Belas-Artes de Lisboa, foi aluna do renomado Mestre Escultor Lagoa Henriques, aprofundando os seus conhecimentos artísticos sob a orientação de grandes mestres. Complementou a sua formação estudando desenho no atelier do pintor Eleutério Sanches e realizou um estágio em gravura no AR.CO, sob a orientação do Mestre João Hogan.

## Exposições individuais
- 1975 - Galeria Elefante Circular - Lisboa
- 1976 - Galeria Iberlivro - Lisboa
- 1978 - Galeria Gioconda - Lisboa
- 1981 - Galeria O País - Lisboa
- 1983 - Direcção-Geral da Divulgação, Palácio Foz - Lisboa
- 1984 - Clube de Empresários - Lisboa
- 1986 - Centro de Dança Armando Jorge - Lisboa
- 1987 - Galeria Municipal da Amadora; - Museu Tavares Proença Júnior, I.P.P.C. - Castelo Branco
- 1990 - Galeria Miron - Lisboa; - Galeria da Arte da Casa de Portugal em S. Paulo - Brasil
- 1992 - Galeria "Diário de Notícias" - Lisboa; - Galeria da Casa do Pessoal da RTP - Lisboa
- 1993 - Galeria da UCCLA, Câmara Municipal de Lisboa; - Galeria *Municipal Gymnasio, Espaço Chiado. Câmara Municipal de Lisboa
- 1994 - Galeria de Arte Óptica Conde de Redondo - Lisboa; - Galeria *Veredas - Sintra; - Galeria DecorSéculo - Lisboa
- 1997 - A Galeria - Sintra
- 1998 - Galeria Municipal da Amadora

## Exposições colectivas
- 1980 - Lisboa - Exposição Temática - Palácio Foz; 2ª Bienal de Vila Nova de Cerveira
- 1983 - Galeria Minicipal da Amadora
- 1984 - O Amor - I Congresso Nacional de Sexologia, Reitoria da Universidade de Lisboa
- 1986 - I Encontro Outonal de Arte dos Novos - Barreiro
- 1988 - Arte Contemporânea - Timor 87 - Espaço Poligrupo Renascença, Lisboa; Galeria Municipal da Amadora
- 1990 - Oeiroarte - Câmara Municipal de Oeiras; Raízes - Nova Pintura Contemporânea - Museu da Água, Lisboa
- 1991 - Reflexões - Galeria Sepia, Braga; Salão Brasileiro de Artes Plásticas, 91 - S. Paulo, Brasil; I Bienals de Artes Concelho de Sabugal, Exposição de Arte org. Instituto Nacional de Cardiologia Preventiva, Forum Picoas Lisboa
- 1992 - Exposição 13 + 6 Galeria de Arte da Cervejaria Trindade - Lisboa
- 1993 - Centro Cultural Portugal-Brasil, S. Paulo, Brasil; Galeria S. Bento, Lisboa
- 1994 - Galeria Municipal Gymnasio, Lisboa; Galeria Municipal da Amadora; Galeria Jardim do Marquês, Algés; Cromofonia Lusa, Padrão dos Descobrimentos, org. UCCLA, C.M.L.; Galeria M.A.C. - Movimento de Arte Contemporânea, Lisboa; Restaurante Galeria Infante, Lisboa
- 1997 - Capital Lusofona Europeia, Sede da UCCLA em Macau; I Bienal de Artes do Alentejo; Galeria Municipal de Albufeira (projecto Galeria Gymnasio)
- 1998 - Instalação pintura-teatro no Reservatório da Patriarcal, E.P.A.L., Lisboa; II Feira de Arte Contemporânea, Braga; Arte Figurativa, Siemens Forum, Amadora; Em Nome de Carmen - Culturalidades Imaginários, Seduções, Universos, Galeria Municipal Gymnasio, Lisboa
- 2006 - Exposição de Pintura e Instalação (Bissau)

## Obras
- Vagas Bravas 1998
- Vagas Horas de Silêncio 1998
- Vagas Imperfeitas
- Corpo a corpo I
- Corpo a corpo II
- Distância Breve
- Asas do mar I
- Asas do mar II
- Asas do mar III
- Navegar de Gestos I
- Navegar de Gestos II